# 数学の哲学
数学の哲学（すうがくのてつがく、英: philosophy of mathematics）は、哲学（科学哲学）の一分野で、数学を条件付けている哲学的前提や哲学的基礎、そして数学の哲学的意味を研究するものである。
数理哲学（すうりてつがく、英: mathematical philosophy）という用語が、しばしば「数学の哲学」と同義語として使われる。しかしながら、「数理哲学」は、別の意味を少なくとも二つ持っている。一つは、例えばスコラ学の神学者の仕事やライプニッツやスピノザの体系が目標にしていたような、美学、倫理学、論理学、形而上学、神学といった哲学的主題を、その主張するところでは、より正確かつ厳密な形へと形式化するプロジェクトを意味する。さらに、個々の数学の実践者や、考えかたの似た現場の数学者の共同体が日頃抱いているものの考え方（＝哲学）を意味する。

## テーマ
数学の哲学で繰り返し検討されているテーマには以下のようなものがある。
- 数学で扱われる主題の源泉は何か。
- 数学的実体の存在論的地位は何か。
- 数学的対象を指示するとはどういうことか。
- 数学的命題の特徴は何か。
- 論理学と数学はどんな関係にあるか。
- 数学において解釈学はどんな役割を果たすか。
- 数学ではどんな研究が有用か。
- 数学的研究の目的は何か。
- どうすれば数学は現実世界と関わるか。
- 数学の背後にはどんな人間的特性があるか。
- 数学における美とは何か。
- 数学的真理の源泉は何か、数学的真理とは何か。
- 数学という抽象的な世界は、物質世界とどんな関係をもつか。

## 数学の哲学の歴史概略
歴史上、多くの思想家が、数学とは何かに関して彼らの考えを明らかにしてきた。今日でも数学の哲学者たちの中には、この種の問いとその成果をあるがまま説明しようとする人々もいるが、他方で、単純な解説に飽きたらず、批判的分析へと進む役割をもって任じる人々もいる。
西洋哲学と東洋哲学の両方に、数学的哲学の伝統がある。西洋の数学の哲学は、ピタゴラス教団の教祖ピタゴラスを源流として、数学的対象の存在論的地位を研究したプラトンと、論理学や無限（実無限と可能無限）に関する諸問題を研究したアリストテレスにまで遡る。数学に関するギリシア哲学は、彼らの幾何学の研究の強い影響の下にあった。かつてギリシア人は、1は数ではなく、むしろ任意の長さの単位であるという意見を持っていた。数は、多であると定義された。それゆえ、例えば、3は、単位長の多を表しており、本当の意味の数では決してなかった。また同様の理由で、2は数ではなく、1対（つい）という基本概念であるとする議論が行われた。この理解は、「直線・辺・コンパス」という、たぶんに幾何学的なギリシアの視点に由来している。その視点とは、幾何学的問題において描かれたいくつかの線が最初に描いた任意の長さの線との比で測定されるのと同様に、数からなる線上に置かれたそれぞれの数は、任意の初めの「数」つまり1との比で測定される、というものである。これらの初期のギリシアの数の概念は、後になって、2の平方根が無理数であるという発見によって、打ち倒された。ピタゴラスの門人であるヒッパソスは、単位正方形の対角線は、その辺と通約不能であることを示した。換言すると、彼は、単位正方形の対角線とその辺の比を正確にあらわす（有理）数が存在しないことを証明した。これが原因となり、ギリシアの数学の哲学は再検討されることとなった。伝承によれば、この発見によって傷つけられたピタゴラス教団の教徒達は、ヒッパソスが彼の異端な考えを広めるのを防ぐために、彼を殺害した。
ライプニッツとともに、焦点は数学と論理学の関係へと、強力に移動した。この見方はフレーゲとラッセルの時代を通して数学の哲学を支配したが、19世紀終期と20世紀初頭における発展によって疑問を付されるようになった。

## 20世紀における数学の哲学
数学の哲学のかわらない課題の一つは、論理学と数学の双方の基礎につながる、相互の関係に関わっている。20世紀の哲学者が本記事の冒頭に掲げたような様々な問いを立てていく中で、20世紀の数学の哲学は形式論理学、集合論、基礎付けの問題への目立った関心によって特徴付けられる。
一方で数学的真理が避けがたく必然的であるように思えるのに、他方でその「真理性」の源泉がとらえどころがないままなのは、なかなか理解しがたい謎と言える。この問題の研究は、数学の基礎付けのプログラムとして知られる。
20世紀の初め、数学の哲学者たちはすでに、これら全ての問題に関して、数学の認識論と存在論をどのように思い描くかをめぐって、多様な学派に分かれていた。3つの学派すなわち形式主義、直観主義、論理主義がこのとき現れたのは、部分的には、それまで当然のことと考えられていた確実性と厳密性の基準を当時の数学、とくに解析学が満たしていないのではないかという当時広がりつつあった懸念への応答であった。当時この問題は焦眉の課題であり、問題の解決を試みるのであれ、数学には我々の最も信頼できる知識という地位を授かる資格がないと主張するのであれ、どの学派もこの問題に取り組んだ。
20世紀の初めに形式論理学と集合論が驚くべき、そして反直感的な発展を遂げた結果、「数学の基礎」と伝統的に呼ばれてきたものに関係する新たな疑問が生じた。紀元前300年前後のユークリッドの時代以来、公理に基づく手法は、数学の自然な基点だと受け止められていたが、20世紀が進むにつれ、当初の関心の焦点が拡張され、数学の基礎的な公理に対する制限のない探求へと至るようになった。公理、命題、そして証明といった観念、そしてまた数学的対象の命題の真理についての観念が、形式化され、数学的に扱うことが許されるようになった。ツェルメロ＝フレンケルの公理系は、多くの数学的議論を解釈する概念的枠組みを提供するものとして集合論を定式化した。物理学におけるのと同様に数学においても、新しい、予期しないアイデアが登場し、特筆すべき変化が訪れた。ゲーデル数によって、数学理論の無矛盾性の研究が可能となった。検討されている数学的理論が「それ自体、数学的研究の対象となる」という反省的批判を、ヒルベルトは「超数学」（メタ数学）（英: metamathematics）又は「証明論」（英: proof theory）と呼んだ。
20世紀の中ごろ、圏論として知られる新たな数学理論が、自然言語による数学的思考に対する新たな競争者として登場した（Mac Lane 1998）。しかしながら、20世紀が進むにつれ、まさに当初提起された基礎付けに関する疑問自体が如何によく基礎付けられるのか、というところへ哲学的関心は広がっていった。ヒラリー・パトナムは、20世紀後半の35年間の状況についての一つの共通見解を、次のように要約した。
今日、数学の哲学は、数学の哲学研究者、論理学者、数学者によっていくつもの異なる研究の方向に進んでおり、この主題に関する多くの学派が存在する。次の節で、これらの学派を個別に取り上げ、彼らの仮説を説明する。

## 現代の学派

### 数学的実在論
実在論が一般にそうであるように、数学的実在論もまた、数学的実体が人間の心とは離れたところに実在していると考えている。それゆえ、人間が数学を発明したのではなく、数学を発見したのだ、ということになる。宇宙に別に知的生命がいるとすれば、それがどんな存在であっても同じように数学を発見するであろう。この観点から言えば、発見されうる数学はたった一種類だけである。例えば、三角形は真の実体であり、人間の心が生みだしたものではない。
現場の多くの数学者は数学的実在論者であった。彼らは、彼ら自身を自然に発生する対象の発見者だとみなしている。数学的実在論者の例には、ポール・エルデシュやクルト・ゲーデルも含まれる。ゲーデルは、ある意味で感覚的知覚と同様に知覚されうる客観的な数学的実在を信じていた。彼らによれば、無媒介に真であると考えられる確実な原理（例えば、任意の二つの対象について、正確にその二つの対象によって構成される対象のコレクションが存在する）というものがいくつかある。しかし、連続体仮説のように、そのような原理だけをもとにしては決定的に証明することができない仮説もある。ゲーデルによれば、このような仮説を合理的に仮定するのに十分な証拠を提供するために、準経験的な方法論を用いることができる。
どんな存在が数学的実体であるのか、また、どうすれば我々はそれらを知るのかをめぐって、実在論の内部にいくつもの異なる立場がある。

#### プラトニズム
実在論の一形態としてのプラトニズムは、数学的実体が抽象的であり、空間的時間的ないし因果的な性質をもたず、永遠不変のものであると考えている。数というものについて、多くの人々がこのような見解を抱いているとしばしば主張される。プラトニズムという用語が使われる理由は、このような観点が、不変かつ究極的な実在に対して日常的世界がその不完全な近似であるに過ぎないとする、プラトンの（「プラトンの洞窟」のたとえで表される）「イデア界」の教説とパラレルであるように見えることに由来する。「プラトンの洞窟」とか「プラトニズム」という言い方には表面的というにとどまらない深い意味がある。なぜなら、古代ギリシアではピタゴラス教団が広範な人気を誇っていたが、この学派によれば世界は文字通り数から生まれたのであり、そしてこの学派は時間的にプラトンの思想に先行しており、おそらくプラトンの考えはこれに影響を受けているからである。
数学的プラトニズムの主要な問題は、次のようなものである。数学的実体は、正確にどこに、またどのように存在するのか？ また、我々はそれをどのように知りうるのか？ 我々の物理的世界と完全に分離され、数学的実体によって占有された世界があるのか？ どうすれば我々はその分離された世界に接近でき、数学的実体についての真理を発見できるのか？ 一つの答えは数学的宇宙仮説（究極集合）の理論であろう。この理論に従えば、数学的に存在するすべての構造は、それ固有の世界において物理的にも存在するものとされる。
ゲーデルのプラトニズムは、我々を数学的対象の直接的な知覚へと導く、特別な種類の数学的直観を前提にしている。この考えかたは、フッサールが数学について語った多くのことと類似しており、数学的知識は総合的かつアプリオリであるとするカントの考えを支持している。フィリップ・J・デイヴィスとルーベン・ハーシュは共著『数学的経験』The Mathematical Experienceにおいて、多くの数学者は日頃はまるでプラトニストであるかのように振舞っているのに、慎重にその立場を表明せざるをえないときには形式主義（後述）に後退することがある、と指摘した。
数学者の中には、さらに微妙に異なるバージョンのプラトニズムに帰着する見解を抱く者もいる。こういう考え方は、ネオ・プラトニズムと呼ばれることもある。

#### 論理主義
論理主義は、数学は論理学に還元可能で、ゆえに数学は論理学の一部以外の何者でもないというテーゼである（Carnap 1931/1883, 41）。論理主義者の考えでは、数学はアプリオリに知ることができるが、我々の数学の知識は我々が論理学全般についてもっている知識の一部分にすぎない。そのためわれわれの数学知識にとって、いかなる数学的直観の特別な能力も不要で、命題の分析をすればよい。論理主義に従えば、論理学が数学の固有の基礎であり、全ての数学的言明は必然的な論理的真理である。
ルドルフ・カルナップ（1931年）は、論理主義の論点を2点提示している。
1. 数学の概念は、論理学的概念から明示的な定義をとおして導きうる。
2. 数学の定理は、論理学的公理から純粋に論理学的な演繹によって導きうる。

ゴットロープ・フレーゲが論理主義の創始者であった。独創的な論文『算術の基本法則』Die Grundgesetze der Arithmetik の中で、彼は内包性の一般原理を用いて、一つの論理学体系から数学を作りあげている。この内包性の一般原理を彼は「基本ルールV」と呼んでいる（概念 F と G において、全ての対象 a について Ga のときかつそのときに限り Fa であるならば、そのときに限って、F の外延と G の外延は等しい）。彼はこの原理を論理学の一部として受け入れることができると考えた。
しかし、フレーゲの構成には欠陥があった。ラッセルが「基本ルールV」に矛盾があることを発見したのである。これがラッセルのパラドックスである。この後すぐフレーゲは彼の論理主義のプログラムを捨てたが、ラッセルとホワイトヘッドが後継者となった。彼らは、このパラドックスを「悪循環」に由来するものとし、これを扱うために「分岐タイプ理論」（英: ramified type theory）なるものを作り上げた。この理論を用いれば最終的に近代数学の多くの部分を作り上げることができるが、しかしその数学は部分的に変更されており、また非常に複雑な形式となる（例えば、それぞれのタイプに異なる自然数があり、無限に多くのタイプが存在する）。彼らはまた、数学の大部分を構築するために、「還元公理」（英: axiom of reducibility）をはじめとするいくつかの妥協をしなくてはならなかった。ラッセルでさえ、この公理は実際には論理学に属するものではない、と述べたほどであった。
現代の論理主義者は（ボブ・ヘイル（Bob Hale）やクリスピン・ライト（Crispin Wright）、おそらくは他の人々も）、フレーゲのものに近いプログラムに回帰している。彼らは基本法則Vを捨ててしまって、ヒュームの原理（概念 F に帰属する対象の数は、概念 G に帰属する対象の数と、F の外延と G の外延が一対一対応させられるとき、かつそのときに限り、等しい。）のような抽象原理を支持している。フレーゲは数の明示的な定義のために基本法則Vを必要としたが、数の全ての性質はヒュームの原理から導き出せる。これはフレーゲにとって不満の残る原理であっただろう。（彼の言葉を換言すれば）実際のところ、数3がジュリアス・シーザーと同一である可能性を排除しないからである。加えて、彼らが基本法則Vを置き換えるために採用せざるをえなかった弱められた原理の多くは、もほやそれほど明白に命題分析的ではなく、したがって純粋に論理学的でもないように思える。
もし数学が論理学の一部分であるならば、数学的対象に関する疑問は、論理学的対象への疑問へと還元される。しかしそれでは、論理的概念の対象とは何なのか？ この視点からは、論理主義は、完全な回答を与えることなく、数学の哲学に関する疑問を論理学に関する疑問に移動させたようにみえるかもしれない。

#### 経験主義
経験主義は実在論の一種であるが、数学がアプリオリに知られうるということを全く否定するものである。経験主義は、ちょうどすべての他の科学の事実がそうであるように、我々は経験的な探求によって数学的事実を発見する、とする。経験主義は、20世紀初頭に唱導された古典的な3つの立場とは別に、同世紀中葉に最初に成立した。ただし同様の見解は先駆的にはジョン・スチュワート・ミルが提起していた。ミルの見解は広く批判された。なぜなら、その見解に従えば、「2 + 2 = 4」のような言明でも不確実で偶然的な真理にすぎず、2個の事物が2組合わさると4つとなることを観察することによってしか学ぶことができないものとされてしまうからである。
クワインとパトナムによって定式化された現代の数学的経験主義の主な論拠は、不可欠性論法（英: indispensability argument）である。これは、数学は全ての経験科学にとって不可欠であり、もし我々がその科学によって記述される現象の実在性を信じたいのであれば、我々はその記述のために必要とされるそれらの事物の実在性もまた信じなくてはならない。つまり、電球があのように振舞うのは何故なのか述べるために物理学は電子に言及しなければならないのだから、電子は実在しているはずである。科学がその説明を提供するのに数について語る必要があるのだから、数は実在しているはずである。クワインとパトナムの哲学全体からは、これは自然主義的な議論である。この立場は数学的対象の存在を経験の最善の説明として論じ、そのようにして、数学からそれを他の科学から区別しているものを剥ぎ取る。
パトナムは「プラトニスト」という言葉を、いかなる本当のいみでの数学的実践にも必要とされない特定の存在論を示唆する言葉として、強く拒否した。彼は一種の「純粋な実在論」（英: pure realism）を擁護した。それは、真理についての神秘的な考え方を拒否し、数学における準経験主義を大いに受け入れるものであった。彼は、「純粋な実在論」という言葉を生み出すことにかかわった（後述）。
数学についての経験主義的な見解へのもっとも重要な批判は、ミルに対して提起されたものとおおよそ同じである。もし数学が他の科学と同じだけ経験的ならば、そのことは数学の結果も他の科学の結果と同じだけ誤りやすく、同じだけ偶然的であることを意味している。ミルの場合は経験的正当化は無媒介的になされたが、クワインの場合は間接的で、科学理論全体の整合性（エドワード・オズボーン・ウィルソンのいうところのコンシリエンス）を通してなされる。クワインが指摘するところでは、数学が完全に確実なようにみえるのは、数学が演じている役割が我々の信念の網の非常に中央にあるからであり、それを修正することは我々にとって不可能ではないまでもとてつもなく困難だからである。

クワインとゲーデルのアプローチの欠点をそれぞれの面から克服しようと試みる数学の哲学については、ペネロプ・マディー (Penelope Maddy) の著書『数学における実在論』Realism in Mathematicsを参照せよ。

#### 形式主義
形式主義とは、数学的言明はいくつかの記号列の操作ルールの帰結についての言明とみなしてよいと考えるものである。例えば、ユークリッド幾何学という「ゲーム」（つまり、「公理」という名のいくつかの記号列と、与えられた記号列から新しい記号列を生成する「推理規則」からなるものとみなすということ）において、ピタゴラスの定理が成立する（すなわち、ピタゴラスの定理に対応する記号列を生成できる）ということは証明可能である。形式主義によるなら、数学的真理とは、数とか集合とか三角形といったものについての真理ではない。実のところ、なにものかに「ついての」真理などでは全くない。
別の種類の形式主義はしばしば演繹主義（英: deductivism）という名前で知られている。演繹主義によれば、ピタゴラスの定理は絶対的な真理ではなく、相対的な真理である。「もし」ゲームの規則が真になるような仕方で文字列に意味が与えられるなら、「そのとき」定理を真と認めなくてはいけない。あるいはむしろ、それに与えられた解釈が真なる言明であるとしなければならない。他のすべての数学的言明についても同じことが真とされる。それゆえ、形式主義では、数学は意味のない記号ゲームにすぎないと考える必要はない。ゲームの規則が妥当するなんらかの解釈が存在するということが通常期待されているからである（この立場を構造主義 (数学の哲学)と比較せよ）。しかし、形式主義によって現場の数学者たちは仕事を続けることができるし、いくつかの問題を哲学者や自然科学者に委ねることができる。多くの形式主義者は、どんな公理系を研究すべきかは、実際上、自然科学や他の数学領域の要求によって示唆されると言うであろう。

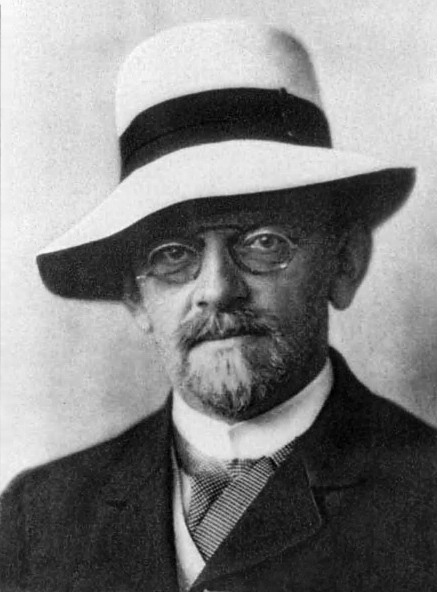
ダフィット・ヒルベルト

形式主義を唱えた初期の最も有名な人物はダフィット・ヒルベルトであった。ヒルベルトのプログラムとは、数学全体を完全かつ無矛盾な仕方で公理化しようとするものであった。ここで無矛盾とは、体系上いかなる矛盾も生じないということである。ヒルベルトは、「有限算術」（通常の算術の下位体系で、自然数について哲学的に議論しようもないよう選ばれたもの）は無矛盾であるという仮定条件のもとで、数学の体系的無矛盾性を示そうとしたのである。しかし、完全かつ無矛盾な数学体系を作りだそうというヒルベルトの目標は、ゲーデルの第2不完全性定理によって完全に潰えた。不完全性定理によれば、十分な表現力を持つ無矛盾な公理体系は自身の無矛盾性を決して証明できないからである。このような公理体系はかならず有限算術を下位体系として含むことになるから、ゲーデルの定理は、有限算術に関する体系の無矛盾性が証明不可能であることも含意している（自己の無矛盾性を証明することになるが、ゲーデルによってそれが不可能であることが証明されている）。それゆえ、無矛盾であると証明しようとしている体系よりもある意味で強力な無矛盾性を数学体系が備えているのだということをまず前提しておかなければ、数学のどんな公理体系も実際に無矛盾であることを示すことはできないことになる。
初期のヒルベルトは演繹主義者であったが、上記のように、メタ数学的方法が本質的に有意味な結果を生み出すと考え、有限算術に関して実在論の立場に立っていた。後年には、どんな解釈を取ろうとも有意味な数学は他に一切ありえないという見解をもつようになった。
ルドルフ・カルナップ、アルフレト・タルスキ、ハスケル・カリーら他の形式主義者たちは、数学とは形式公理系の研究のことであると考えた。数理論理学者は形式体系を研究しているが、形式主義の立場に立つ研究者も実在論の立場に立つ研究者も同程度にいる。
形式主義の信奉者は、論理学や非標準的数系、新しい集合論などといった新たなアプローチに対して比較的寛容であり、これらのアプローチを推進している。われわれが研究するゲームが多ければ多くほどよい。もっとも、例に挙げたこの3つのアプローチの動機づけになっているのは、すべて現在の数学的ないし哲学的関心である。「ゲーム」は通常恣意的なものではないのである。
形式主義に対する主要な批判は、数学者たちの念頭にある現在の数学的概念は、前述した記号列操作ゲームとは縁もゆかりもないということである。例えば形式主義はどんな公理系を研究すべきかという問いに対しては沈黙する。形式主義的観点からはどの公理系も同等に有意味だからである。
近年では、形式主義の立場に立つ数学者たちの中には、われわれの「形式的」な数学知識のすべてをコンピュータ読み取り可能な形態で体系的にコード化することを提案した者たちもいる。これによって数学的証明の自動検証が容易に行えるようになり、数学理論とコンピュータ・ソフトウェアの発展のために双方向定理証明を用いることができるようになるというのである。 この考え方はコンピュータサイエンスと密接に結びついているので、「計算可能性」研究の流れのもとで数学的直観主義と数学的構築主義を擁護することにもなった（後述）。概略はQEDプロジェクトを参照。

### 直観主義
数学における直観主義とは、「非経験的な数学的真理はありえない」（L・E・J・ブラウワー）をモットーとする方法論的改革のプログラムである。直観主義の信奉者はこのモットーを出発点に、彼らが矯正可能であると考えた数学の一部分について、存在、生成、直観、知識といったカント的概念に従って再構築しようとした。運動の創始者であるブラウワーは、数学的対象は「アプリオリ」な形式の意思作用から生じるのであり、この意思作用が経験的対象の知覚を活気づけるのだとした（CDP, 542）。
レオポルト・クロネッカーは「自然数は神に由来し、他のすべては人間の産物である」と述べている。直観主義擁護派の主要人物は、いかなる種類の形式化された論理学も数学にとって有益でないとしたブラウワーであった。彼の学生であったアレン・ハイティングは直観論理を定式化した。これは、古典的なアリストテレス論理学とは異なるものである。直観論理は排中律を含まず、従って背理法を認めない。また直観主義的集合論の多くにおいては、若干の例外を除いて選択公理も斥けられている。直観主義に基づいて後年行われた重要な研究としてはエレット・ビショップによるものがある。ビショップは実解析の主要公理を直観主義的観点から定義し直し、その証明を行おうとした。
直観主義の「明白な構成」という用語の定義は曖昧であり、批判を浴びた。この欠陥を補うため チューリングマシーンや計算可能関数といった概念を用いることが試みられ、有限なアルゴリズムのふるまいに関する問題だけが有意味であり、数学的研究の対象であるべきであるといった主張がなされた。アラン・チューリングによって提案された計算可能数の研究も行われた。従って、直観主義のアプローチがしばしばコンピュータサイエンスの理論と結びついているのも不思議なことではない。

### 構成主義
直観主義と同様、構成主義もまた、一定の意味で明白に構成することのできる数学的なものだけが数学的言説において認められるべきであるという規制原理を主張する。この考え方によれば、数学とは人間の直観の営みであって、有意味な記号を用いたゲームなどではない。そうではなく、数学とは、われわれが心的活動を通じて直接作り出せるものに関係している。また、構成主義の支持者たちの中には、非構成的証明（背理法など）を拒否する者もいる。

### フィクショナリズム
数学におけるフィクショナリズム（英: Fictionalism）は、1980年にハートリー・フィールドが『数を用いない科学』Science Without Numbersを出版し、その中でクワインの不可欠性論法を退け、実際に覆したときに有名となった。クワインは、数学は私たちのもっとも優れた科学的な諸理論のために不可欠であり、したがって独立に存在する事物について言及する真理の主要部として受け入れなくてはならないとしたが、フィールドは不可欠ではなく、したがって実在的な何者にも言及することのない虚偽であると指摘した。彼はこれを、まったく数と関数を用いることのないニュートン力学の完全な公理系を提供することによって行った。ヒルベルトの公理系（英: Hilbert's axioms）の「間にある」（英: betweenness）という概念を使って座標を付けることなく空間を特徴づけることをはじめ、それまではベクトル場によって行われていたことをするために点の間のさらなる関係を加える。ヒルベルトの幾何学は、それが抽象的な点について述べるため、数学的である。しかし、フィールドの理論においては、これらの点は物理的空間における具体的な点であって、そのため特別な数学的対象はまったく必要ない。
どのように数学を使うことなく科学を行うかを明らかにして、彼は、数学を役に立つフィクションという地位に復権させた。彼の示したところによれば、数学的物理学は、彼の非数学的物理学の保守的な拡大（英: conservative extension）の一つであり（つまり、数学的物理学で証明可能なすべての物理的事実は、彼の非数学的物理学体系ですでに証明可能であり）、数学はその物理的現象への応用がすべて真であるような信頼できるプロセスではあるが、それ自体の言明は偽なのである。したがって、私たちが数学を行うとき、万が一、数が存在するならばと、私たちは自分たちがある種の物語を語っているにすぎない。フィールドにとって、ちょうど「シャーロック・ホームズはベーカー街221Bに住んでいる」という言明が偽なのと同じように、「2 + 2 = 4」といった言明は偽なのである —もっとも、これらの両方の言明とも、適切なフィクションにもとづけば真ではあるが。
この説明によれば、数学だけに特有の形而上学的または認識論的な問題は存在しない。残された問題は、非数学的物理学についての一般的な問題と、フィクション一般についての問題だけなのである。フィールドのアプローチは非常に影響力があったが、今日では広く拒絶されている。これは、一つには、フィールドの還元を行うために二階の論理の強い断片（英: strong fragments）が必要とされるからであり、また彼の保守的な理論の言明は抽象的なモデルや演繹に対して量化を必要とするように思えるからである。他の異議としては、量子論や周期表のようないくつかの科学の成果を、数学なしでどのように得ることができるのかはっきりしない、というものがある。もし、ある元素を他の元素と区別するものが電子や中性子、陽子の数に他ならないならば、どのようにして数の概念なしに元素を区別すればよいのだろうか？

### 身体化理論
身体化理論（英: Embodied mind theories）によれば、数学的思考は我々の物理的世界に存する認知器官の自然な派生物である。例えば、数という抽象的な概念は、離散的な対象を数えるという経験に源を持つ。数学は普遍的ではないし、いかなる本当の意味でも人間の脳の中以外には存在するわけではない、とする。数学は、人間によって発見されたのではなく、人間によって構築されたのである。
したがって、この観点においては、物理的宇宙はまた数学の究極的な基礎と見なされる。それは、脳の進化を導き、脳がどのような問題について調査する価値を見出すのかを決定した。しかし、人間の心には殊さら実在性を要求する傾向も、数学をもとにして作り出された実在性への特別な接近法も持ってはいない。オイラーの等式のような構成物が真であるとすれば、それらは人間の心と認識の写像として真なのである。
したがって、身体化理論は、数学の有効性を、数学は脳によってこの宇宙で有効であるようにと構築されたからであると説明する。
この視点による有名な論述は、ジョージ・レイコフとラファエル・ヌニェス（Rafael E. Núñez）の『数学の認知科学』Where Mathematics Comes Fromである。加えて、数学者キース・デヴリン（Keith Devlin）も、著書『数学的本能』The Math Instinctにおいて、似たようなコンセプトを検討した。この視点から喚起されたさらなる哲学的なアイデアについては、数学の認知科学（英: cognitive science of mathematics）を参照のこと。

### 社会構築主義・社会的実在主義
社会構築主義や社会的実在論の理論では、数学をなによりまず社会的構築物として見る。つまり、文化によって変化や変更が行われる生産物と見る。自然科学の他の部門と同じく、数学もまたひとつの経験的試みであり、その成果は絶えず検証され、場合によっては放棄されるかもしれないとされる。とはいえ、経験主義的には検証とは「現実」とある種の比較を行うことであるのに対して、社会構築主義が強調するのは、社会集団における研究上の流行や研究に資金供給する社会の必要に応じて数学研究の方針が決定されるこということである。ただし、こうした外部的な力によってある種の数学研究が変えられてしまうということがあるにせよ、数学的な伝統、方法、問題、意味や価値といった数学者たちが文化適応しているさまざまな内的制約もまた、数学という歴史的に決定された学問分野を保持していく上で、強力に働いている。
以上の考え方は、現場の数学者たちが従来感じてきた、数学とはいずれにせよ純粋ないし客観的なものであるという信念とは相容れない。しかし、社会構築主義の立場からすれば、数学の基礎には実際にはかなり不確実なものがある。数学的実践 (mathematical practice) が変化すると、かつての数学の地位に疑問が投げかけられ、現在の数学者たちの共同体によって要求ないし要望される水準に変更される。解析学の発達がライプニッツやニュートンの微積分法の再検討から生まれたとき、こういう変化が起こったと言える。社会構築主義の立場からは、さらに、完成された数学が大きすぎる地位を与えられていることが多いのに対して、まだしっかりとした証明をされていないいわゆるフォーク数学 (folk mathematics) の方は、公理的証明や数学的実践におけるピア・レビューに重きを置きすぎているせいで、十分に評価されない。しかしそれでは、厳密に証明された成果が強調されすぎていると言っているだけに思えるかもしれない。残りはすべて混乱して不確実だ、というわけである。
数学が社会的なものであるということが最も明白なのは、数学のサブカルチャーに当たる分野である。主要な発見がある数学部門で行われ、他の数学部門にも関連しているということがありうる。それでも、数学者たちの間に社会的繋がりがなければ、関係は発見されないままになる。社会構築主義の立場からは、それぞれの部門はそれぞれ認識共同体 (epistemic community) を形成しており、コミュニケーションをしたり数学の様々な分野を横断する統一理論 (unifying theories) を研究しようと考えたりするのは大変難しいと言える。社会構築主義の立場からは「数学をする」というプロセスは現実に意味を作りだすことなのである。他方、社会実在論の立場からは、人間の抽象化能力や人間の認知バイアスや数学者たちの集団的知性の不足によって、数学的対象という実在世界の理解が妨げられているとされる。社会構築主義では、数学の基礎の探求は失敗せざるを得ないし、無駄かつ無意味であるとして拒絶されることもある。社会科学者によっては、人種差別やエスノセントリズムの影響を受けているとする説もある。これらの考え方の中にはポストモダニズムに近いものもある。
社会構築主義への寄与はイムレ・ラカトシュやトマス・ティモチコ (Thomas Tymoczko) によって行われてきたが、両者を社会構築主義者と呼んでよいかは異論もある。もっと最近ではポール・エルネストが社会構築主義的な数学の哲学を明白に定式化している。ポール・エルデシュの仕事が全体として社会構築主義を進歩させたと考える者もいる（ただし本人は社会構築主義を否定している）。エルデシュ数などを通じて、「数学が社会的活動である」ということの研究へと人々を促したという点で、エルデシュの広範な寄与は唯一無二のものだからである。ルーベン・ハーシュもまた社会的な数学観を奨励し、それを「人文主義的」(humanistic) アプローチと呼んだ。これはアルヴィン・ホワイトのアプローチに似ているが、細部は異なる。ハーシュと共著を記したフィリップ・J・デイヴィスもまた社会構築主義的な数学観に賛同していることを表明している。
社会構築主義アプローチへの批判は、それが些事にばかり執着し、数学が人間の営みであるという当たり前の説を基礎にしているということである。厳密でない推測や実験や考察をしてからでなければ厳密な証明はできないという指摘は正しいが、それは自明のことであって、誰も否定しようとはしない。だとすれば、そんな仕方で、陳腐な真実に基づいて数学の哲学を特徴づけるのは筋違いというものである。カール・ワイエルシュトラスのような数学者たちが諸定理を一から証明しようとしたとき、ライプニッツやニュートンの微積分法が再検討された。そこには一切特別なことも興味深いこともない。それはもっと一般的な、厳密でないものの考え方のトレンドと合致しているからであり、こうした考え方が後になって厳密化される。数学研究の対象と、数学研究の対象の研究とを明確に区別すべきである。おそらく前者は大幅に変化しない。後者は絶えず変動している。社会理論が論じるのは後者であり、プラトニズム等が論じるのは前者である。
しかし、社会構築主義的な立場の支持者からはこういう批判は門前払いされている。なぜならそうした批判は、数学の対象そのものが社会的構築物であることに気づいていないからである。社会構築主義によれば、こうした対象はなによりまず、人間の文化の領域に存在する記号学的な対象なのであり、（ウィトゲンシュタイン的に言えば）物理的形態を与えられた記号を用いて個体内に（心的な）構築物を生じさせるという社会的実践によって維持される。社会構築主義が考察しているのは、人間の文化の領域がプラトニズムの王国やその他の物理世界を超えた天国的な存在領域に物化されるということなのであり、それは長らく慣習的に続いてきたカテゴリー錯誤なのである。

### 伝統的学派を超えて
1960年代から1990年代になると、数学がなぜ役に立つのかということに対して基礎付けや正しい解答を探そうとする考え方が本当は違うのではないか、と考える運動が、数学における真理が何を意味するのかをめぐる精密な議論や証明のような数学者に特有の営みに焦点を当てることに代わって成長した。出発点となったのは、物理学者のユージン・ウィグナーの名高い1960年の論文「自然科学における数学の不合理な有効性」The Unreasonable Effectiveness of Mathematics in the Natural Sciencesであった。ウィグナーはこの論文において、数学と物理学の幸福な合致は、大変よく調和しているが、不合理であり説明しがたいと思われると述べている。
生得理論や認知言語学といった学派はこうした疑義に対する返答であるが、提起された議論をこれらの学派に限定することは難しい。

#### 準経験論
同様の事柄のうち、実際には既存の学派に直接反対しているわけではないが、既存学派が焦点にしている考え方に疑義を唱えているのが、数学における準経験論の観念である。この観念は、数学の基礎付けが存在するという証明は決してできないであろうという20世紀後半に次第に一般的になっていた確信から生まれた。これは数学におけるポストモダニズムと呼ばれることもあるが、この用語は論者によって濫用されていたり中傷の的になっていることは否めない。準経験論によれば、数学者は研究を行う際に、定理の証明だけではなく仮説の検証も行っている。数学的論証は、前提から結論に至る真理を伝えることもできるし、結論から前提に至る虚偽を伝えることもある。イムレ・ラカトシュはカール・ポパーの科学哲学に示唆を受けて、準経験論を発展させた。
イムレ・ラカトシュの数学の哲学は、一種の社会構築主義と見られることもあるが、本人はそれを意図していたわけではなかった。
こうした方法はつねにフォーク数学の一部であった。フォーク数学によって偉大な計算・測定の作業が行われることがある。実際、文化によっては証明とはこうした方法のことである場合もある。
かつてヒラリー・パトナムは、数学的実在論の立場にたつなら、どんな理論でも準経験論的方法を含まざるをえないと述べたことがある。パトナムによれば、はじめて数学をしてみた宇宙人は、まず準経験論的方法に頼るのであって、できれば厳密で公理的な証明は差し控えたいと思うのではないか、そして、それでもなお数学を行っていることになるのではないか、と想像している。ことによると、彼らが計算を誤る危険はほんの少し大きいかもしれないが。この点の詳細な論証はThomas Tymockzo (ed), New Directions in the Philosophy of Mathematics. An Anthology, 1998に掲載されたパトナムの論文"What Is Mathematical Truth?"を参照。

#### 数学と哲学の統一
数学的記号法や数学的文化をよく理解して、旧来の形而上学的観念を上記の学派の特殊な形而上学的観念と結びつけることができるまでになる哲学者は多くない。ややもすればこのことは数学者と哲学者の断絶を生んでしまう。この断絶ゆえに、数学者たちの中には信用に値しない哲学をいつまでも公言し続ける者もいる。そうした方が、おのれの仕事を活性化してくれる世界観があるはずだと信じる彼ら数学者たちの不断の信念に適うからであろう。
社会理論や準経験論、中でも生得理論は、現場の数学者の営みが包含している特有の認識の仕方にもっと目を向けようと試みたのであったが、実際のところ、この認識論を日常的な人間の知覚や日々行われる知識習得と関連づけるまでは行かなかった。

#### 数学の言語と自然言語
20世紀の言語哲学の革新は、数学がしばしば言われるように科学の「言語」であるかどうかという問題への関心を新たにさせた。数学者や物理学者の多くは（また多くの哲学者も）「数学は言語である」という言明を正しいものと認めているが、言語学者は、この種の言明の意味を検討しなければならないと考えている。例えば、言語学が用いる道具は数学の記号体系全般には適用されない。すなわち数学は他の言語とは著しく異なる仕方で研究される。たとえ数学が言語であるとしても、それは自然言語とは異なるタイプの言語である。実際、数学という言語は明確かつ特定の意味を担わなくてはいけないから、言語学者が研究する自然言語よりも遥かに窮屈である。しかしながら、フレーゲとタルスキが数学的言語の研究のために案出した方法が、タルスキの学生であったリチャード・モンタギューや形式意味論の分野で研究している他の言語学者たちによって大幅に発展し、数学的言語と自然言語との違いは見かけほど大きくないかもしれないということを明らかにしている。

## 数学の美学
多くの現場の数学者は、自分が課題とするテーマに対してある種の美的感覚を感じるがゆえに、そのテーマに惹き付けられている。哲学は哲学者に任せ、数学者は数学に帰ろうという意見を時折聞くが、それはおそらく、数学の美がそこにあるからなのである。
H・E・ハントリーは著書『黄金比』で、他人によって数学上の定理が証明されるのを読んだり理解したりしたいという感情は、芸術の傑作を鑑賞したいという気持ちに通じると述べている。証明を読む読者は、その証明を行った元々の著者と同じように理解できたとき、著者に負けない爽快さを感じる。ハントリーによればそれは、芸術の鑑賞者が、その作品を描いた画家や造形した彫刻家と同様の爽快さを感じるのと同じようなものなのである。実際、数学や科学の著作を文学に対するような仕方で研究することができる。
フィリップ・J・デイヴィスとルーベン・ハーシュは、数学的美の感覚は現場の数学者たちにとって普遍的なものであると述べている。例えば、数学者たちが√2が無理数であることを証明する仕方には2種類ある。第1のやり方はエウクレイデス（ユークリッド）によって始められた伝統的な証明法で、背理法を用いる。第2のやり方は算術の基本定理に関連するもっと直接的な証明法であるが、デイヴィスとハーシュによれば、これが問題の核心を衝くものである。つまり、第1の証明法より第2の証明法の方が問題の本質に近いがゆえに、数学者たちは後者の方を美的関心をそそられる。
ポール・エルデシュの有名な例では、最もエレガントないし最も美的な数学的証明が掲載された一冊の「本」があると仮定されている。結果として「最もエレガント」な証明が一つであるかどうかは、意見が分かれる。グレゴリー・チャイティンはこの考えに反対している。
数学者の美的感覚やエレガントさの感覚はどう見ても曖昧模糊としているという批判が哲学者たちによって何度も行われてきた。とはいえ、数学の哲学者も同様に、2つの証明がどちらも論理的に正しい場合、どちらかが他方より望ましいと言える理由は何かを探し求めてきた。
数学に関する美学のもう一つの側面は、非倫理的とか不穏当とされる目的のために数学を使うことができるということに対する数学者の見解である。この見解を説明したものの中で最も有名なのは、G・H・ハーディの著書『一数学者の弁明』に見出される。ハーディによれば、純粋数学は戦争その他の目的のために用いることができないがゆえに、応用数学よりも美的に優れている。

## 哲学の数学
哲学の数学とは、数学の一分野で、数学的方法を用いて哲学的問題にアプローチしようとするものである。
例えば功利主義では、様々な状況のもとで行うべき最善の行動が何かを明らかにするために、快楽と苦痛という名の計測単位を用いて、いろいろな複雑な公式を作ったりする。

### より詳しく
- The London Philosophy Study Guide offers many suggestions on what to read, depending on the student's familiarity with the subject:
  - Philosophy of Mathematics
  - Mathematical Logic
  - Set Theory & Further Logic

- Colyvan, Mark (2004), "Indispensability Arguments in the Philosophy of Mathematics", Stanford Encyclopedia of Philosophy, Edward N. Zalta (ed.), Eprint.
- Davis, Philip J. and Hersh, Reuben (1981), The Mathematical Experience, Mariner Books, New York, NY.
  - P.J. デービス、R. ヘルシュ『数学的経験』柴垣和三雄・田中裕・清水邦夫 訳、森北出版、1986年12月。ISBN 4-627-05210-3。
- Devlin, Keith (2005), The Math Instinct: Why You're a Mathematical Genius (Along with Lobsters, Birds, Cats, and Dogs), Thunder's Mouth Press, New York, NY.
  - キース・デブリン『数学する本能　イセエビや、鳥やネコや犬と並んで、あなたが数学の天才である理由』冨永星 訳、日本評論社、2006年9月。ISBN 4-535-78459-0。
- Dummett, Michael (1991 a), Frege, Philosophy of Mathematics, Harvard University Press, Cambridge, MA.
- Dummett, Michael (1991 b), Frege and Other Philosophers, Oxford University Press, Oxford, UK.
- Dummett, Michael (1993), Origins of Analytical Philosophy, Harvard University Press, Cambridge, MA.
  - マイケル・ダメット『分析哲学の起源　言語への転回』野本和幸 ほか訳、勁草書房、1998年12月。ISBN 4-326-10124-5。
- Ernest, Paul (1998), Social Constructivism as a Philosophy of Mathematics, State University of New York Press, Albany, NY.
- George, Alexandre (ed., 1994), Mathematics and Mind, Oxford University Press, Oxford, UK.
- Kline, Morris (1972), Mathematical Thought from Ancient to Modern Times, Oxford University Press, New York, NY.
- Lakoff, George, and Núñez, Rafael E. (2000), Where Mathematics Comes From: How the Embodied Mind Brings Mathematics into Being, Basic Books, New York, NY.
- Peirce, C.S., Bibliography.
- Raymond, Eric S. (1993), "The Utility of Mathematics", Eprint.
- Shapiro, Stewart (2000), Thinking About Mathematics: The Philosophy of Mathematics, Oxford University Press, Oxford, UK.
  - スチュワート・シャピロ『数学を哲学する』金子洋之 訳、筑摩書房、2012年1月16日。ISBN 978-4-480-86074-3。

### 関係する著作
| - The Analyst - ユークリッド原論 - Gödel's completeness theorem - ゲーデルの完全性定理 - Introduction to Mathematical Philosophy（『数理哲学序説』） - The Unreasonable Effectiveness of Mathematics in the Natural Sciences | - Kaina Stoicheia - New Foundations - プリンキピア・マテマティカ - The Simplest Mathematics |

### 歴史関連
- History and philosophy of science
- 数学史
- 哲学史

### ジャーナル
- Philosophia Mathematica journal
- The Philosophy of Mathematics Education Journal homepage